# Piero Scaruffi
Piero Scaruffi (Trivero, Itàlia, 1955), és un historiador musical i escriptor italoestadounidenc. A més ha publicat diversos llibres de poesia. És el responsable de l'editorial Omniware.
Ha publicat llibres sobre la història del rock, avantgarde, jazz i música popular moderna. El seu llibre A History of Rock Music (2003) abasta cinquanta anys de la història del rock. Des de 2003 publica tots els seus llibres de forma independent. Els seus textos musicals inclouen textos sobre la història del jazz i sobre música clàssica europea.

## Publicacions
- 2003: A History of Rock Music 1951-2000, iUniverse (self-publishing), ISBN 0-595-29565-7
- 2003: Thinking About Thought, iUniverse, ISBN 0-595-26420-4
- 2006: The Nature of Consciousness, Omniware (self-publishing),[2] ISBN 0-9765531-1-2
- 2007: A History of Jazz Music 1900-2000, Omniware,[2] ISBN 978-0-9765531-3-7
- 2007: A History of Popular Music before Rock Music, Omniware,[2] ISBN 978-0-9765531-2-0
- 2008: A History of Rock and Dance Music, Omniware,[2] ISBN 978-0-9765531-5-1 (Vol 1: 1950-1989) & ISBN 978-0-9765531-6-8 (Vol 2: 1990-2008)
- 2009: Synthesis - A Book of Nothingness Poetry. ISBN 978-0-9765531-7-5
- 2011: A History of Silicon Valley, ISBN 978-0-9765531-8-2
- 2012: A Visual History of the Visual Arts, free ebook link